# Carl Laemmle
Carl Laemmle, ursprungligen Karl Lämmle, född 17 januari 1867 i Laupheim, Württemberg, Tyskland, död 24 september 1939 i Los Angeles, Kalifornien, var en tyskfödd amerikansk filmproducent och filmstudiochef, grundare av Universal Studios.

## Biografi
Laemmle föddes i en judisk familj och emigrerade till USA 1884. Han hade en rad olika arbeten innan han blev bokhållare för ett företag i Oshkosh, Wisconsin. 1906 öppnade han en nickelodeonbiograf i Chicago och snart drev han ett filmdistributionsbolag. Vid den tiden kontrollerades filmindustrin av Motion Picture Patents Company (även känt som Edison Trust), men Laemmle och andra trotsade monopolet. 1909 grundade Laemmle filmbolaget Independent Motion Picture Company (IMP). Den första film han producerade var Hiawatha (1909). 1910 marknadsförde Laemmle skådespelerskan Florence Lawrence, som liksom andra filmskådespelare tidigare varit till namnet okända för publiken. Att använda en skådespelares namn i marknadsföring var nytt och Lawrence har kallats för världens första filmstjärna.
1912 gick IMP ihop med några andra bolag till Universal Film Manufacturing Company. Runt denna tid flyttade Laemmle och andra oberoende filmproducenter sin verksamhet från New York till områden kring Hollywood i Kalifornien. 1915 öppnade Universal sin nya stora filmstudio Universal Studios Hollywood i Universal City. Där producerade man bland annat ett stort antal westernfilmer. Filmstudion var också öppen för turister att besöka. Under 1920-talet producerade Universal bland annat skräckfilmer med Lon Chaney. En av de drivande producenterna var Irving Thalberg, som dock sedan lockades över av Louis B. Mayer till MGM. 
Laemmle var känd för sin nepotism (med Ogden Nashs ord, “Uncle Carl Laemmle has a very large faemmle.”; bland de mer kända av Laemmles släktingar är William Wyler) och gjorde sin son, Carl Laemmle, Jr till produktionschef på Universal. Den yngre Laemmle producerade bland annat Show Boat (1929), Broadway, (1929) och På västfronten intet nytt (1930), varav den sistnämnda belönades med en Oscar för bästa film. Han producerade också Universals populära skräckfilmer, såsom Frankenstein, Dracula (båda 1931), Mumien vaknar (1932) och Den osynlige mannen (1933). Efter att ha tvingats låna pengar till den kostsamma produktionen Teaterbåten (1936) förlorade Laemmle och hans son Universal till sina fordringsägare, Standard Capital. 
Under 1930-talet hjälpte han hundratals judar från Tyskland emigrera till USA och försökte också rädda flyktingarna på M/S St. Louis.
Laemmle dog 1939 i Los Angeles av en hjärtattack.